# سيباستيان توناكتي
سيباستيان توناكتي (بالفرنسية: Sebastian Tounekti)‏ ولد يوم 13 يوليو 2002 في ترومسو، النرويج. هو لاعب كرة قدم تونسي يلعب في خطة لاعب وسط لصالح نادي غرونينغن ومنتخب تونس. ولد سيباستيان توناكتي في النرويج وهو من أصل تونسي، بصفته لاعبًا دوليًا مثل النرويج في فئة تحت 19 سنة. تم استدعاؤه لتمثيل منتخب تونس الأول في 19 مارس 2021. ظهر لأول مرة مع تونس في الفوز على موريتانيا 3–0 في تصفيات كأس العالم 2022 في 7 أكتوبر 2021.

## الألقاب
الدوري النرويجي الممتاز: 2020